# Příběh stávkokaze Hornera
Příběh stávkokaze Hornera je sociální román, který napsal JUDr. Václav Kůrka, v němž stávkokaz ruší solidaritu stávky z rodinných důvodů. Vydán byl poprvé v roce 1935.

## Děj
Román Příběh stávkokaze Hornera, který autor předložil veřejnosti jako třetí sociální román v cyklu svých populistických románů, se snaží vyřešit konflikt, který může nastat, když se člověk dostane do rozporu se svým vlastním svědomím a když začne dělat něco zcela opačného, nežli hlásal po dlouhou dobu svého života. Román tedy líčí takové vykolejení z normální polohy a ukazuje, jak je těžké se do normální polohy vrátit. Hrdinou románu je prostý městský dělník Horner. Člověk poctivý, který to myslí se všemi dobře. Není politikem, který by za politickou stranou hledal hmotný prospěch. Jde mu vždycky o prospěch celku, pro který je ochoten pracovat. Toho dobráka však potkává žena. Je to mazaná nevěstka. Náhoda tomu chce, že ona žena je pravým opakem Hornera. Vytáhl ji z bahna, zamiloval se do ní a je ochoten pro ni učinit všechno možné na světě. Ona však je lehkomyslná a život bere na lehkou váhu. Pro ni nakonec zradí Horner svoje zásady, které léta hlásal a přejde na druhý břeh, proti němuž brojil celý život. A dožije se velkého zklamání. Vykolejil ze své vlastní vrstvy a nemůže se již do ní vrátit. Stal se zrádcem svých spolupracovníků a má k nim již cestu zavátou. Ale také druhý břeh je mu nedosažitelný. Nemůže ani na tu stranu, ani na stranu druhou. Stává se trosečníkem. Dostává se mezi dva válce, které ho rozdrtí. Ztrácí ženu, důvěru svých kamarádů, práci i život.